# Загуже (Стшелецько-Дрезденецький повіт)
Загуже (пол. Zagórze) — село в Польщі, у гміні Дрезденко Стшелецько-Дрезденецького повіту Любуського воєводства.
Населення — 77 осіб (2011).
У 1975-1998 роках село належало до Гожовського воєводства.

## Демографія
Демографічна структура станом на 31 березня 2011 року:
|          | Загалом | Допрацездатний вік | Працездатний вік | Постпрацездатний вік |
| -------- | ------- | ------------------ | ---------------- | -------------------- |
| Чоловіки | 43      | 11                 | 24               | 8                    |
| Жінки    | 34      | 3                  | 19               | 12                   |
| Разом    | 77      | 14                 | 43               | 20                   |